# Heinrich Lenz
Heinrich Friedrich Emil Lenz (12 de febrero de 1804 - 10 de febrero de 1865) —en cirílico Ленц, Эмилий Христианович— fue un físico alemán del Báltico. Uno de los primeros investigadores de los circuitos eléctricos, es conocido por formular la Ley de Lenz en 1834.

## Semblanza
Nacido en lo que hoy en día es Estonia, y tras completar su educación secundaria en 1820, Lenz estudió química y física en la Universidad de Tartu, su ciudad natal. Viajó con Otto von Kotzebue en su tercera expedición alrededor del mundo desde 1823 a 1826. Durante el viaje Lenz estudió las condiciones climáticas y las propiedades físicas del agua del mar. 
Después del viaje, Lenz comenzó a trabajar en la Universidad de San Petersburgo, donde posteriormente sirvió como Decano de Matemática y Física desde 1840 a 1863. Comenzó a estudiar el electromagnetismo en 1831. Gracias a la ya nombrada Ley de Lenz, se completó la Ley de Faraday por lo que es habitual llamarla también Ley de Faraday-Lenz para hacer honor a sus esfuerzos en el problema, las asociaciones importantes de física la nombran así, siendo por tanto el nombre predominante.
Ley de Joule
También realizó investigaciones significativas sobre la conductividad de los cuerpos en relación con su temperatura, descubriendo en 1843 la relación entre ambas, lo que luego fue ampliado y desarrollado por James Prescott Joule, por lo que pasaría a llamarse "Ley de Joule".
Ley de Lenz
Lenz descubrió que: 
"El sentido de las corrientes o fuerza electromotriz inducida es tal que se opone siempre a la causa que la produce, o sea, a la variación del flujo".

## Eponimia
- El cráter lunar Lents lleva este nombre en su memoria.[4]